# Халилов, Эльдар Халил оглы
Эльдар Халил оглы Халилов (азерб. Eldar Xəlil oğlu Xəlilov; 19 августа 1976 — 17 марта 1995) — Национальный Герой Азербайджана.

## Биография

Бюст в посёлке Бакиханова в Баку

Халилов Эльдар родился 19 августа 1976 года в селе Зангилер Зангибасарского района Армянской ССР. В 1983 году пошёл учиться в школу в родном селе. В родном селе смог доучиться только до 6 класса. В 1988 году из-за карабахского конфликта вынужденно покинувшая Зангилар, семья Халиловых обосновалась в посёлке Бакиханова города Баку. Халилов Эльдар продолжил учёбу в школах № 96 и № 252. После школы окончил профессиональное техническое училище № 10.
29 сентября был призван на службу в армию.
17 марта 1995 года Эльдар Халилов принял участие в боях по предотвращению попытки государственного переворота в Баку. Проявив самоотверженность и мужество, Эльдар Халилов погиб при выполнении боевого задания.
Указом президента Азербайджанской Республики № 307 от 4 апреля 1995 года Эльдару Халил оглы Халилову было присвоено звание Национального Героя Азербайджана (посмертно).
Похоронен на Аллее Шехидов (на территории II Аллеи почётного захоронения) в Баку.
Именем героя названа одна из улиц в поселке Бакиханова города Баку. В школе № 252, где учился Эльдар Халилов, есть памятная доска. В поселке установлен бюст героя.